# Highway Unicorn (Road to Love)
"Highway Unicorn (Road to Love)" là một bài hát của nữ nghệ sĩ thu âm người Mỹ Lady Gaga trích từ album thứ hai của cô ấy, Born This Way (2011).

## Danh sách track
Tải nhạc số
Digital download
- "Highway Unicorn (Road to Love)" – 4:16

## Bảng xếp hạng
| Bảng xếp hạng (2012)                         | Vị trí cao nhất |
| -------------------------------------------- | --------------- |
| Billboard Hot Dance/Electronic Digital Songs | 27              |
| South Korea Gaon International Chart         | 126             |